# Pellicia angra
Pellicia angra är en fjärilsart som beskrevs av Evans 1953. Pellicia angra ingår i släktet Pellicia och familjen tjockhuvuden. Inga underarter finns listade i Catalogue of Life.